# 偽證罪
宣誓下作假證供（英語：Perjury，又稱發假誓、偽證罪、作偽證），指在正式宣誓後說謊或作出被證明為不實的陳述。它是一種刑事罪行，因為證人宣誓過會說真話，而為了確保法庭的公信力，證人的證供必須可信。宣誓下作假證供會剝奪法庭公平審判的能力，造成誤判，所以是嚴重的罪行。
就事實提出分析論述並不構成此罪，因人受推理能力所限，經常有不精確的結論，這並非故意的。人可以十分誠實，但抱著錯誤的觀念，他們的記憶力也可能含糊。和其他普通法罪行一樣，罪犯除了要有犯法的意圖（mens rea）外，還必須有犯罪行為（actus reus）。

## 英美法系
在美國，宣誓下作假證供是聯邦罪行，成文法規定犯罪者一經定罪，最高可被判監5年。
宣誓下作假證供只有在證人宣誓或確認（affirm）過會說真話之後才可以成立。確認是給不願或因宗教原因不能起誓的人使用的。在英國，證人可以手按聖經或其他宗教經籍發誓。如果證人沒有宗教信仰，或不願按聖經發誓，他可以確認自己會說真話，和宣誓在法律上效力相同。
宣誓下作假證供在一些特定情況下也可以成立，包括在簽署由有刑事規定的法律賦予效力的文件時，不必經過宣誓程序和經適當公職人員監誓。例子包括美國國稅局的報稅表，報稅者必須簽署聲明所報真實，法律規定謊報者會被視為宣誓下作假證供。聯邦稅務法規定違法者可入獄三年。

### 香港特別行政區
在使用普通法的香港特別行政區，根據《香港法例》第200章《刑事罪行條例》第31條，「宣誓下作假證供」是刑事犯罪，罪成者最高可被判監禁7年。

## 大陸法系
在法國和德語地區的某些國家，疑犯有權自我辯護，故他們在宣誓後說的話被視為「不足採信」，所以無論嫌疑犯在法院上說甚麼謊話，都不會被定為偽証。

### 中华人民共和国
《中华人民共和国刑法》第305和306条规定，在刑事诉讼中，对案件重要情节隐匿罪证或协助、威胁、引诱证人作伪证的，处3年以下有期徒刑或者拘役；情节严重的，可以处3年以上7年以下有期徒刑。而如果证人证言或者其他证据失实，不是有意伪造的，不属于伪造证据。司法工作人员犯伪证罪的，从重处罚。
民事诉讼中的伪证行为，可考虑以《中华人民共和国刑法》第307条中的各种罪名制裁。《中华人民共和国刑法》第307条规定：「以暴力、威胁、贿买等方法阻止证人作证或者指使他人作伪证的（妨害作证罪），处3年以下有期徒刑或者拘役；情节严重的，处3年以上7年以下有期徒刑。帮助当事人毁灭、伪造证据（帮助毁灭、伪造证据罪），情节严重的，处3年以下有期徒刑或者拘役。」

### 中華民國
《中華民國刑法》第十章「偽證與誣告罪」第168條定義偽證罪為：「於執行審判職務之公署審判時或於檢察官偵查時，證人、鑑定人、通譯於案情有重要關係之事項，供前或供後具結，而為虛偽陳述者。」
《中華民國刑法》第168至第172條均有對相關的偽證行為訂定罰則。